# 韦斯特 (德克萨斯州)
韦斯特（West）是美国德克萨斯州麦克伦南县的一座城市，2010年人口为2674，以该市首任邮政局长 T·M·韦斯特（T.M. West）的姓氏而命名。2013年4月17日，韦斯特的一家化肥厂发生爆炸，爆炸使得化肥厂周围四个街区地域内发生伤亡和大量财产损失。